# إيبسويتش تاون
نادي إيبسويتش تاون لكرة القدم (بالإنجليزية: Ipswich Town Football Club)‏ هو نادي كرة قدم إنجليزي في إبسوتش، تأسس في 1878، يلعب في دوري الانجلزي الممتاز. على الرغم من تأسيس إبسويتش تاون في 1878 إلا انه لم يصبح ناديا محترفا إلا في 1936 وبعد ذلك انضم لدوري كرة القدم في 1938. إبسويتش تاون يلعب مبارياته المحلية في بورتمان رود. إبسويتش تاون هو النادي المحترف الوحيد في مقاطعة سوفولك. ألوان النادي التقليدية هي القمصان الزرقاء والسراويل البيضاء.
فاز إبسويتش تاون بلقب الدوري الإنجليزي الممتاز لمرة واحدة كانت في موسم 1961/62 في أول موسم لهم في الدرجة العليا. وكان وصيف الدرجة العليا مرتين: 1980/81 و 1981/82. إبسويتش تاون توج بلقب كأس انجلترا لمرة واحدة وكانت في موسم 1977/78 بعد الفوز على آرسنال 1-0 في النهائي. وتوج الفريق بلقب الدوري الأوروبي لمرة واحدة في موسم 1980/81 بعد الفوز ضد إي زد ألكمار 5-4 بمجموع لقائي الذهاب والإياب. منذ موسم 1957/58 إلى الآن لا يزال إبسويتش تاون يتنافس في أكبر درجتين في الكرة الإنجليزية «الدرجة الممتازة والدرجة الأولى» ولم ينزل عنهما منذ ذلك الحين.
شارك إبسويتش تاون في دوري أبطال أوروبا مرة واحدة في موسم 1962/63 وخرج من الدور الأول. شارك أيضاً في كأس الاتحاد الاوروبي 10 مرات؛ توج باللقب مرة واحدة في 1980/81 وخرج من دور ربع النهائي في 1973/74. شارك مرة واحدة في كأس الكؤوس الأوروبية وخرج من الدور الثالث على يد برشلونة 1977/78.
يتمتع إبسويتش تاون برقم رائع؛ لم يخسر هذا الفريق في ملعبه مطلقاً في المسابقات الأوروبية؛ حصيلة 31 مباراة فاز بـ25 منها وتعادل 6.